# Максиміліан Фарріс
Максиміліан Фарріс (італ. Massimiliano Farris, нар. 24 лютого 1971, Мілан) — італійський футболіст, що грав на позиції захисника. По завершенні ігрової кар'єри — тренер. З 2021 року входить до тренерського штабу клубу «Інтернаціонале».
Виступав, зокрема, за клуби «Торіно» та «Пескара».
Триразовий володар Кубка Італії (як тренер).

## Ігрова кар'єра
У дорослому футболі дебютував 1987 року виступами за команду «Про Верчеллі», в якій провів один сезон, взявши участь у 25 матчах чемпіонату. 
Своєю грою за цю команду привернув увагу представників тренерського штабу клубу «Торіно», до складу якого приєднався 1988 року. Відіграв за туринську команду наступні два сезони своєї ігрової кар'єри.
Згодом з 1990 по 1994 рік грав у складі команд «Барлетта», «Тернана» та «Піза».
У 1994 році уклав контракт з клубом «Пескара», у складі якого провів наступні два роки своєї кар'єри гравця.  Більшість часу, проведеного у складі «Пескари», був основним гравцем команди.
Протягом 1996—2008 років захищав кольори клубів «Атлетіко Катанія», «Фіоренцуола», «Авелліно», «Атлетіко Катанія», «Лодіджані», «Каррарезе», «Імолезе», «Ночеріна», «Санджованезе», «Вітербезе» та «Бассано Романо».
Завершив ігрову кар'єру у команді «Фламінія», за яку виступав протягом 2008—2009 років.

## Кар'єра тренера
Розпочав тренерську кар'єру відразу ж по завершенні кар'єри гравця, 2009 року, очоливши тренерський штаб клубу «Фламінія», де пропрацював з 2009 по 2010 рік.
Протягом тренерської кар'єри також очолював команди «Помеція», «Помільяно», «Вітербезе» та «Сора», а також входив до тренерських штабів клубів «Лаціо» та «Інтернаціонале».
З 2021 року входить до тренерського штабу клубу «Інтернаціонале».

## Титули і досягнення

### Як гравця
- Лега Про Пріма Дівізіоне

«Тернана» (1): 1991–92

### Як тренера
- Чемпіон Італії (1):

«Інтернаціонале»: 2023–2024
- Володар Кубка Італії (3):

«Лаціо»: 2018-2019
«Інтернаціонале»: 2021-2022, 2022-2023
- Володар Суперкубка Італії (5):

«Лаціо»: 2017, 2019
«Інтернаціонале»: 2021, 2022, 2023